# Paul Brousse
Paul Brousse (Montpeller, Llenguadoc-Rosselló 1844 -París 1912) fou un metge i polític socialista francès. Fou membre actiu de la Primera Internacional, fou expulsat de França pels fets de la Comuna de París de 1871 i s'instal·là a Barcelona, on participà en la revolució republicana del 1871 i d'on també fou expulsat. Residí a Suïssa i més tard tornà a França. El juny del 1877 va fundar el diari L'Avant-Garde amb Jean-Louis Pindy, i des d'ell va promoure la creació de la Federació francesa de l'AIT. Després de fer apologia dels atemptats de Giovanni Passannante, Emil Heinrich Maximilian Hoedel i de Karl Eduard Nobiling a les columnes de L'Avant-Garde, el diari fou prohibit el desembre de 1878 i ell arrestat i condemnat el 15 d'abril del 1879 a dos mesos de presó.
Repudià la violència, s'oposà al marxisme ortodox de Jules Guesde i fundà el partit socialista-possibilista (1881), que influiria en el Partit Socialista Oportunista de Josep Pàmias. Tanmateix, el 1902 es va fusionar amb el Partit Socialista Francès de Jean Jaurès i fou elegit president del consell municipal de París el 1905.

## Obres
- La propriété collective et les services publics (1883)